# Olga Fatkoelina

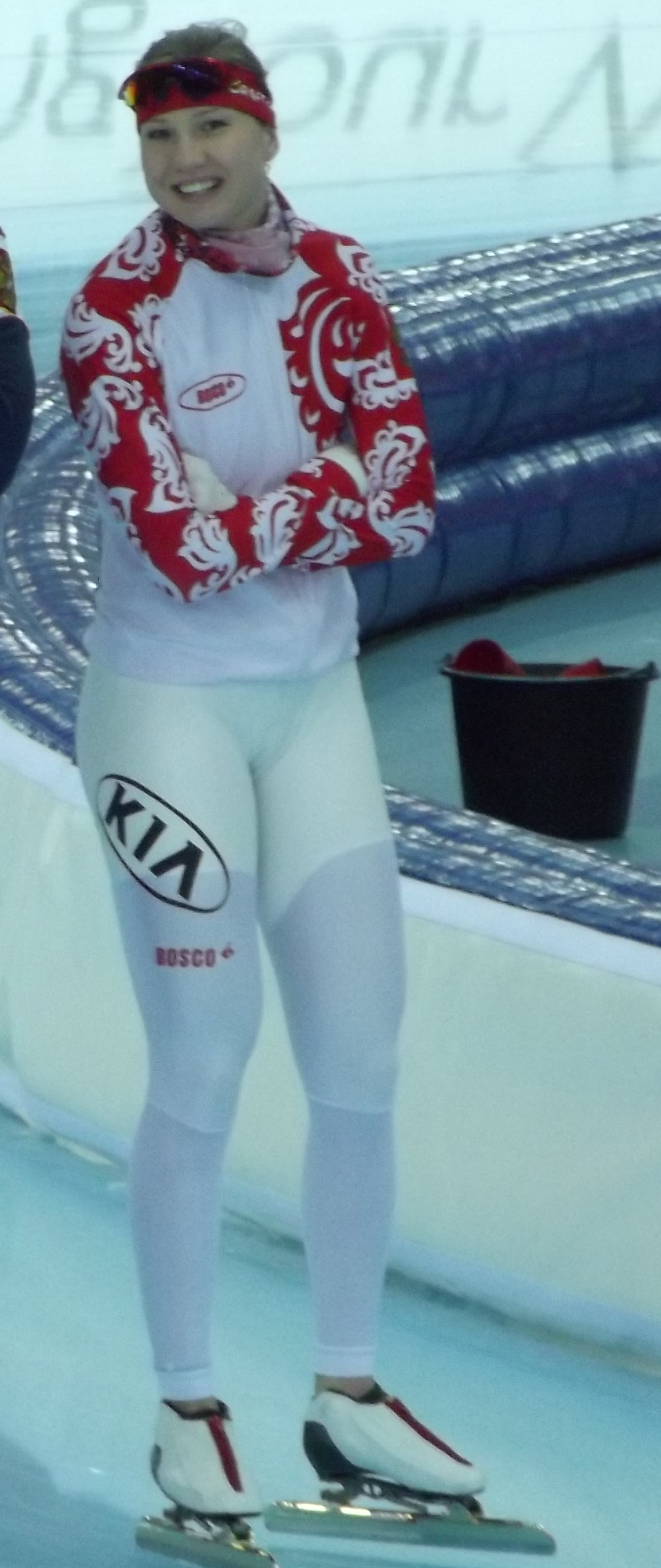
Fatkulina tijdens WK Afstanden 2013

Olga Aleksandrovna Fatkoelina (Russisch: О́льга Алекса́ндровна Фатку́лина) (Tsjeljabinsk, 23 januari 1990) is een Russische langebaanschaatsster.

## Biografie
Fatkoelina werd als sprintster opgemerkt door coach Svetlana Zjuravleva. Tijdens de Olympische Winterspelen in Vancouver deed ze mee op de 500 en 1000 meter en ook op wereldbekerwedstrijd en wereldkampioenschappen kwam ze op die afstanden uit.
De jaren erna reed Fatkoelina in een relatieve anonimiteit met weinig schokkende uitslagen. In het seizoen 2012/2013 echter schaatste ze beter en beter en reed ze een aantal goede uitslagen in de wereldbekercyclus. Een jaar voor de Olympische Spelen van Sotsji won ze aan het eind van het seizoen in eigen land, op de baan van Sotsji, enigszins verrassend de wereldtitel op de 1000 meter. Op de 500 meter werd ze derde.
Het anti-dopingagentschap WADA publiceerde op 9 december 2016 een rapport waarin ruim duizend olympische Russische sporters worden genoemd, met positieve dopinguitslagen. Er werden geen namen genoemd maar bij een combinatie van de code A0205 en de verreden 500, 1000 en 1500 meter kwam Fatkoelina naar voren. Op 24 november 2017 werd bekendgemaakt dat ze levenslang werd uitgesloten van deelname aan de Olympische Spelen. Of de ISU de schorsing overneemt is nog onduidelijk. Op 1 februari 2018 draaide het CAS die schorsing weer terug waarmee zij de resultaten behoudt. Daarnaast was zij in maart na PyeongChang weer aanwezig tijdens het WK Sprint in Changchun.
Bij de Olympische Winterspelen van 2022 in Peking was Fatkoelina bij de openingsceremonie vlaggendrager namens Rusland. Op de 500m en 1000m slaagde Fatkoelina er niet in om te strijden voor een medaille. Fatkoelina nam niet deel aan het WK Sprint in 2022, omdat deelname door ISU werd verboden. Dit als onderdeel van sancties tegen Rusland en Wit-Rusland na de Russische invasie van Oekraïne.

## Privé
Fatkoelina had een moeilijke jeugd. Haar moeder overleed aan een overdosis drugs toen ze zes jaar oud was. Fatkoelina is vervolgens opgevoed door haar strenge oma. Met haar vader had ze geen contact en hij overleed een paar jaar na haar moeder. In 2009 overleed haar oma.

## Persoonlijke records
| Afstand    | Tijd    | Datum            | Baan           |
| ---------- | ------- | ---------------- | -------------- |
| 500 meter  | 36,72   | 10 december 2021 | Calgary        |
| 1000 meter | 1.12,33 | 15 februari 2020 | Salt Lake City |
| 1500 meter | 1.56,21 | 16 november 2013 | Salt Lake City |
| 3000 meter | 4.28,20 | 7 februari 2009  | Kolomna        |
| 5000 meter | 8.03,66 | 5 april 2009     | Tsjeljabinsk   |

## Resultaten
| Jaar | NK afstanden     | NK sprint | EK Sprint           | WK sprint                | WK afstanden                    | Olympische Spelen          | Wereldbeker                  | WK junioren                             |
| ---- | ---------------- | --------- | ------------------- | ------------------------ | ------------------------------- | -------------------------- | ---------------------------- | --------------------------------------- |
| 2008 |                  |           |                     |                          |                                 |                            |                              | 6e 500m · 1000m · 20e 1500m · 21e 3000m |
| 2009 | 4e 1000m         |           |                     |                          |                                 |                            |                              | 500m · 1000m · 1500m                    |
| 2010 | 4e 500m 4e 1000m | · (, )    |                     | 8e (11e, 10e, 9e, 4e)    |                                 | 20e 500m 20e 1000m         | 25e 500m 14e 1000m           |                                         |
| 2011 | 500m · 1000m     | · (, )    |                     | 18e (18e, 22e, 17e, 17e) | 14e 500m                        |                            | 17e 500m 33e 1000m           |                                         |
| 2012 | 500m · 5e 1000m  | · (, )    |                     | 12e (17e, 11e, 11e, 9e)  | 17e 500m 14e 1000m              |                            | 19e 500m 19e 1000m           |                                         |
| 2013 | 500m · 1000m     | · (, )    |                     | 9e (9e, 5e, 17e, 9e)     | 500m · 1000m                    |                            | 4e 500m 6e 1000m             |                                         |
| 2014 |                  |           |                     |                          |                                 | 500m · 4e 1000m · 9e 1500m | 500m · 1000m · 37e 1500m     |                                         |
| 2015 |                  |           |                     | 5e (4e, 5e, 7e, 8e)      | 13e 500m 13e 1000m              |                            | 12e 500m 12e 1000m 33e 1500m |                                         |
| 2016 |                  |           |                     | 6e (4e, 9e, 5e, 8e)      | 7e 500m 12e 1000m               |                            | 10e 500m 6e 1000m            |                                         |
| 2017 |                  |           | · (, 4e, , 4e)      | 9e (11e, 8e, 7e, 17e)    | 12e 500m 13e 1000m              |                            | 8e 500m 7e 1000m             |                                         |
| 2018 |                  |           |                     | · (5e, 7e, , 5e)         |                                 |                            | 5e 500m 8e 1000m             |                                         |
| 2019 |                  |           | · (, 4e, , 4e)      | 9e (6e, 14e, 6e, 8e)     | 5e 500m · 9e 1000m · teamsprint |                            | 500m · 6e 1000m              |                                         |
| 2020 |                  |           |                     | · (4e, 6e, 4e, 5e)       | 500m · 1000m · teamsprint       |                            | 500m · 1000m                 |                                         |
| 2021 |                  |           | NS4 (5e, 6e, 8e, -) |                          | 500m · 4e 1000m                 |                            | 500m · 8e 1000m              |                                         |
| 2022 |                  |           |                     |                          |                                 | 10e 500m 13e 1000m         | 12e 500m 18e 1000m           |                                         |